# Langton by Wragby
Langton by Wragby is een civil parish in het bestuurlijke gebied East Lindsey, in het Engelse graafschap Lincolnshire. In 2001 telde het dorp 92 inwoners. Langton by Wragby komt in het Domesday Book (1086) voor als 'Langetone'.
De dorpskerk, gewijd aan de heilige Egidius, bevat delen uit de veertiende eeuw. Zij staat op de Britse monumentenlijst.